# Ash Dixon
Pour les articles homonymes, voir Dixon.
Pas d'image ? Cliquez ici

a Compétitions nationales et continentales officielles uniquement.

b Matchs officiels uniquement.
Dernière mise à jour le 5 août 2023.
Ash Dixon, né le 1er septembre 1988 à Christchurch (Nouvelle-Zélande), est un joueur de rugby à XV néo-zélandais évoluant au poste de talonneur. Il joue avec le club japonais des NEC Green Rockets Tokatsu en League One depuis 2022.

## Carrière en rugby à XV

### En club
Ash Dixon commence sa carrière professionnelle en 2008 avec la province de Hawke's Bay en NPC. Il dispute vingt-et-une rencontres en deux saisons avec cette équipe, mais pour seulement deux titularisations.
En 2010, il rejoint la province d'Auckland, avec il joue pendant deux saisons. En 2011, il est retenu dans l'effectif élargi de la franchise des Blues, mais ne joue aucun match,.
Il retourne jouer avec Hawke's Bay à partir de 2012, et ses performances lui permettent d'être recruté dans le groupe élargi des Hurricanes pour la saison 2013 de Super Rugby. Il est initialement considéré comme le troisième talonneur de l'effectif derrière Dane Coles et Motu Matu'u, mais les blessures de ces derniers lui permettent d'avoir un temp de jeu conséquent (neuf matchs). Il fait ses débuts le 15 mars 2013 contre les Highlanders. La saison suivante, il fait désormais pleinement partie de l'effectif des Hurricanes, mais les retours de blessure font qu'il ne dispute que six rencontres, toutes comme remplaçant,.
Afin d'obtenir plus de temps de jeu, il rejoint la saison suivante les Highlanders, avec qui il remporte le Super Rugby dès sa première saison,. Avec cette équipe, il partage son poste de talonneur avec le All Black Liam Coltman. Il joue son centième match de Super Rugby en août 2020, contre son ancienne équipe des Hurricanes.
À partir de 2016, il devient le capitaine de Hawke's Bay, et dès l'année suivante, il est également le vice-capitaine des Highlanders.
En 2018, il effectue une pige de quelques semaines avec le club japonais des Panasonic Wild Knights en Top League, avant de revenir jouer en Nouvelle-Zélande.
Il retourne au Japon en 2022, cette fois pour un contrat de longue durée avec les NEC Green Rockets Tokatsu, évoluant en League One.

### En équipe nationale
Ash Dixon joue avec la sélection scolaire néo-zélandaise (en) en 2006.
Il joue avec l'équipe de Nouvelle-Zélande des moins de 19 ans (en) en 2007, puis avec les moins de 20 ans en 2008, remportant à chaque fois le championnat du monde junior,.
En 2013, il est sélectionné avec les Māori de Nouvelle-Zélande pour disputer la tournée en Amérique du Nord,. Il est ensuite sélectionné chaque année avec cette équipe, et en devient le capitaine à partir de 2016,. Il mène notamment son équipe lors de la rencontre face aux Lions britanniques lors de leur tournée en Nouvelle-Zélande en 2017,.

## Palmarès

### En club et province
- Vainqueur du Super Rugby en 2015 avec les Highlanders.
- Finaliste du Super Rugby en 2021 avec les Highlanders.

### En équipe nationale
- Vainqueur du championnat du monde des moins de 19 ans en 2007.
- Vainqueur du championnat du monde des moins de 20 ans en 2008.